# Consistórios de Urbano III
Esta entrada reúne a lista completa dos consistórios para a criação de novos cardeais presididospelo Papa Urbano III, com a indicação de todos os cardeais criados sobre os quais há informação documental (5 novos cardeais em 2 consistórios). Os nomes são colocados em ordem de criação.

## Pentecostes Sábado 1186
1. Roberto, criado cardeal-bispo de Porto-Santa Rufina (falecido em 1189)
2. Henri de Sully, O.Cist., Arcebispo de Bourges (França); criado cardeal-presbítero (título desconhecido) (falecido em setembro de 1200)
3. Ugo Geremei, criado cardeal-diácono de São Teodoro (falecido antes de março de 1188)
4. Gandolfo, O.S.B., abade do mosteiro de S. Sisto (Piacenza); criado cardeal-diácono de Santos Cosme e Damião (falecido em 1219)

## 1187
1. Bóson, criado cardeal-diácono de Santo Ângelo em Pescheria (falecido em 1190)